# Kleines Zweiblatt
Das Kleine Zweiblatt (Neottia cordata, Syn.: Listera cordata), auch Herz-Zweiblatt genannt, ist eine Pflanzenart aus der Gattung der Nestwurzen (Neottia) innerhalb der Familie der Orchideen (Orchidaceae).
Um die Öffentlichkeit auf seine Schutzwürdigkeit hinzuweisen, wurde das Kleine Zweiblatt von den Arbeitskreisen Heimische Orchideen (AHOs) für das Jahr 2023 zur Orchidee des Jahres gewählt.

## Beschreibung

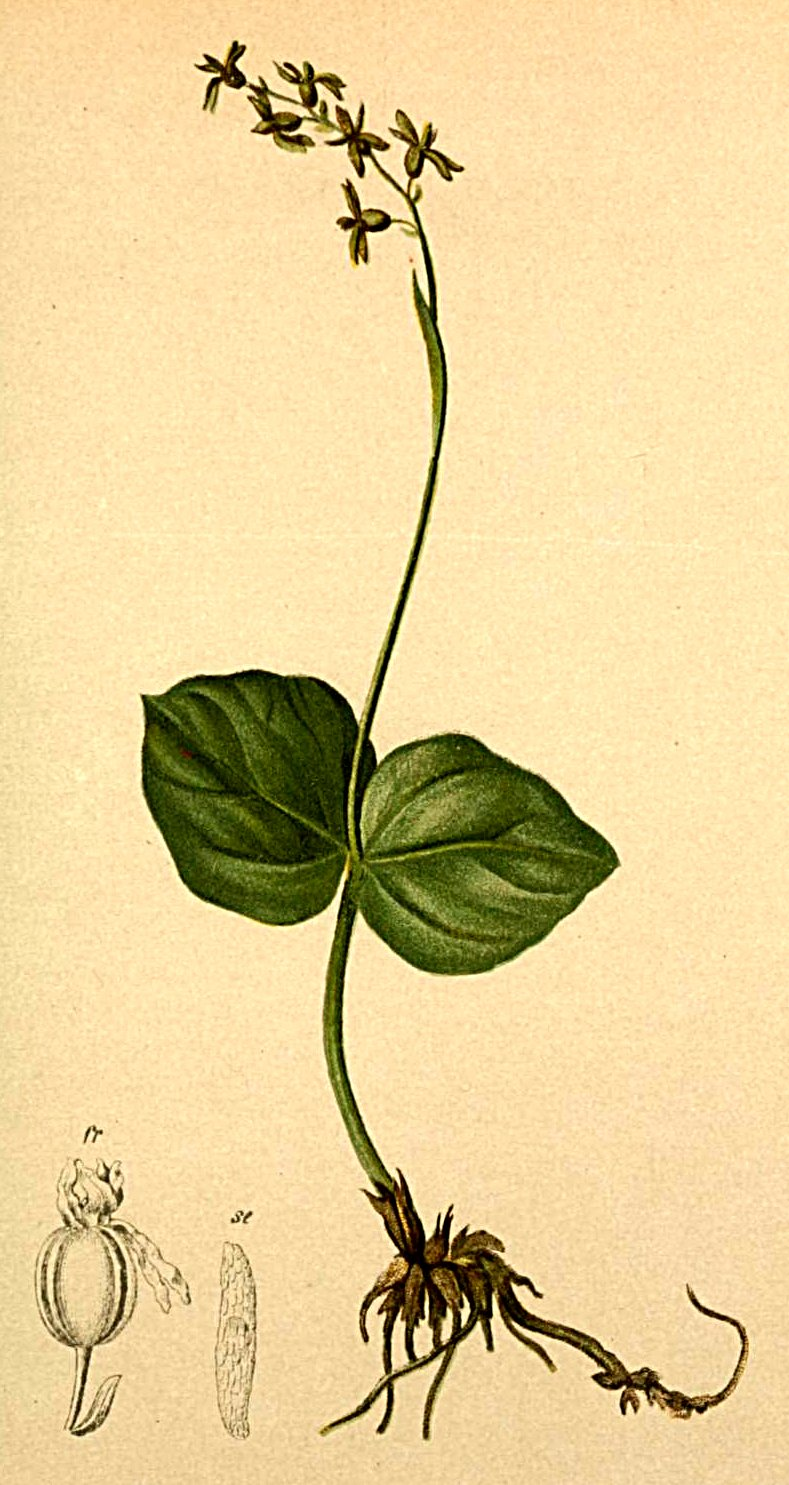
Illustration aus Atlas der Alpenflora

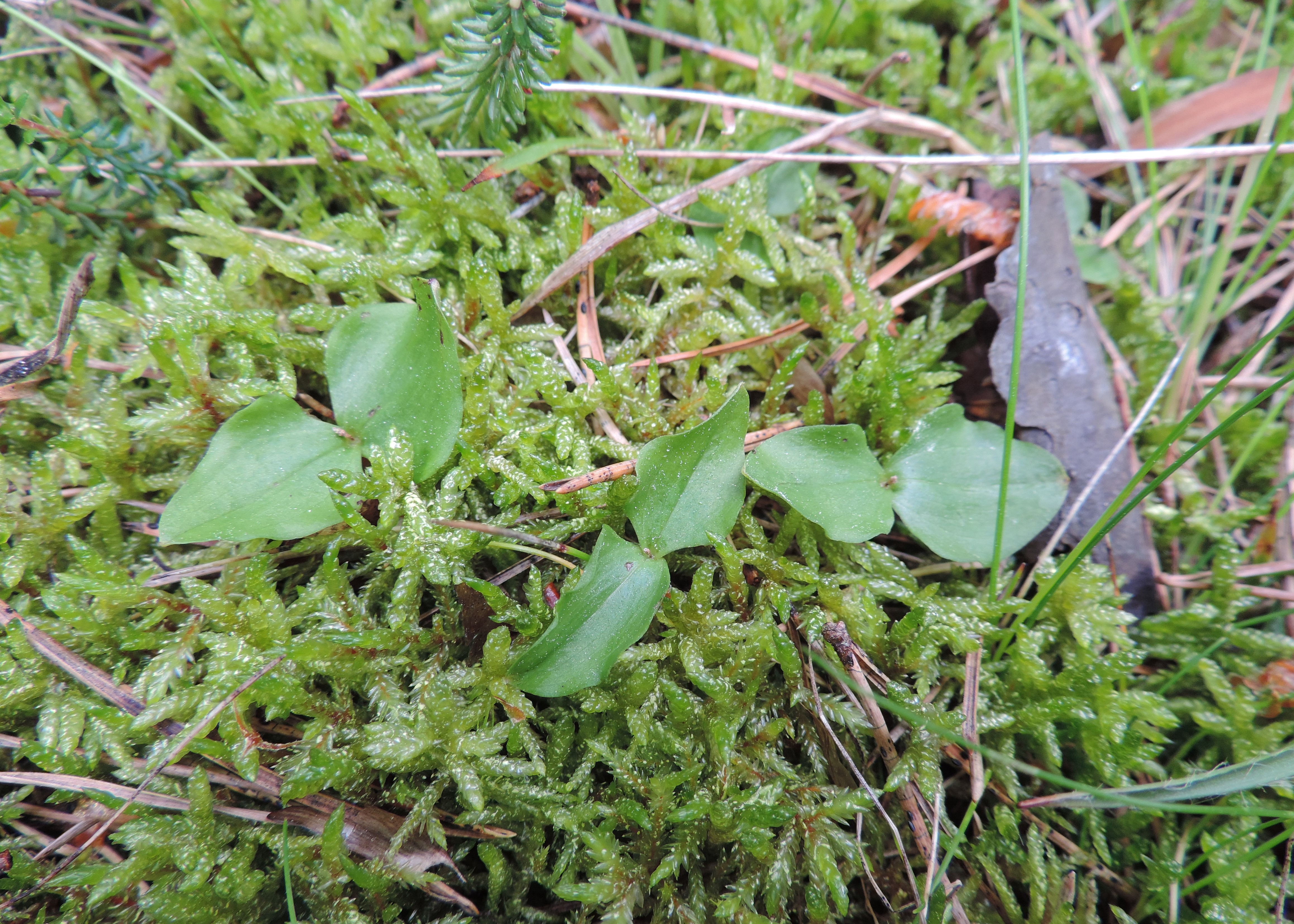
Blätter

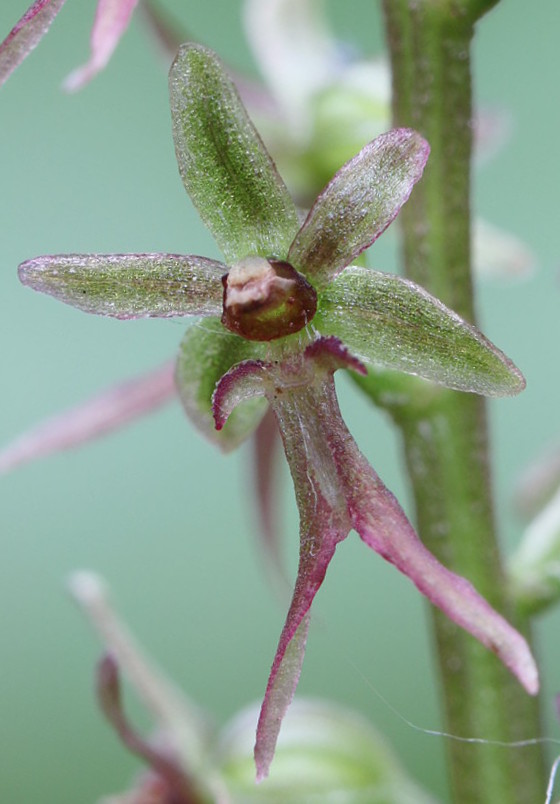
Blüte

### Vegetative Merkmale
Das Kleine Zweiblatt ist eine sehr zierliche, ausdauernde krautige Pflanze und erreicht Wuchshöhen von 5 bis 20 Zentimetern. Der Stängel ist behaart.
Am Stängel stehen zwei fast gegenständige Laubblätter. Die einfache, glänzende Blattspreite ist bei einer Länge von 1 bis 3 Zentimetern dreieckig-herzförmig.

### Generative Merkmale
Die Blütezeit erstreckt sich von Mai bis August. Fünf bis zehn Blüten sind zu einem lockeren traubigen Blütenstand zusammengefasst.
Die zwittrige Blüte ist zygomorph und dreizählig. Die Blüten sind weit geöffnet. Die fünf etwas abstehenden, etwa 2 Millimeter langen Perigonblätter sind grünlich bis rötlich gefärbt. Die rötliche bis braun-rote Lippe ist 3 bis 4 Millimeter lang, an beiden Seiten des Lippengrundes stehen zwei hakenförmige, spitze Zähne und das obere Ende ist tief zweispaltig mit zugespitzten, spreizenden Zipfeln. Es ist kein Sporn vorhanden.
Die Chromosomenzahl beträgt 2n = 34, 36, 38, 40 oder meist 42.

## Ökologie
Beim Kleinen Zweiblatt handelt es sich um einen Rhizom-Geophyten. Es stellt als eine Schattenpflanze und saprophytischer Mullwurzler hohe Ansprüche an die Luftfeuchtigkeit.
Das Kleine Zweiblatt wird von Insekten, hauptsächlich Zwei- und Hautflüglern, bestäubt. Selbstbestäubung kommt eher selten vor.
Die Samen werden über den Wind ausgebreitet. Unterirdische Ausläufer stellen die vegetative Vermehrung sicher.

## Vorkommen
Das Kleine Zweiblatt ist ein zirkumpolares, eurosibirisch-nordamerikanisches Florenelement. Sein Verbreitungsgebiet gehört zu den nördlichen Ausläufern eines europäischen Alpenareals, das von den Pyrenäen über die Alpen, Karpaten, den Balkan, Bulgarien, das nördliche Griechenland, die nordöstliche Türkei bis zum Kaukasusraum reicht. In Europa hat die Art Vorkommen in fast allen Ländern; sie fehlt nur in Portugal, Ungarn, Moldau, Albanien, Bulgarien, Griechenland und im europäischen Teil der Türkei.
Es besiedelt in Mitteleuropa vor allem Fichten- und Kiefernwälder, und es geht dort auch an Standorte mit Bewuchs von Torfmoos. Es gedeiht ferner in Nadelholzbeständen am Rand von Hochmooren. Im Tiefland kommt es in Mitteleuropa nur vereinzelt vor. Selbst in Silikat-Mittelgebirgen und auf entkalkten Flächen der Kalk-Mittelgebirge sowie in entsprechenden Gebieten der Alpen fehlt es weithin. Es steigt in den Alpen bis zur Waldgrenze auf. In den Allgäuer Alpen steigt es in Bayern auf dem Gottesackerplateau nahe der ehemaligen Gottesacker-Alpe bis zu 1930 Meter über Meereshöhe auf.
Nach Baumann und Künkele hat das Kleine Zweiblatt in den Alpenländern folgende Höhengrenzen: Deutschland 20 bis 2000 Meter, Frankreich 600 bis 2300 Meter, Schweiz 440 bis 2100 Meter, Liechtenstein 1490 bis 1900 Meter, Österreich 500 bis 1900 Meter, Italien 900 bis 2040 Meter, Slowenien 680 bis 1900 Meter. In Europa hat sie die Grenzen von 10 bis 2300 Meter, in den Vereinigten Staaten steigt sie bis in Höhenlagen von 3500 Meter auf.
Auch an Standorten, wo es selten vorkommt, trifft man es zuweilen in kleinen, eher individuenarmen und mäßig dichten Beständen an. Das Kleine Zweiblatt gedeiht am besten auf zumindest oberflächlich sauren und kalkarmen Böden, die rohhumusreich und nährstoffarm sein sollten. Es wächst in verschiedenen Pflanzengesellschaften der Klasse Vaccinio-Piceetea.
Die ökologischen Zeigerwerte nach Landolt & al. 2010 sind in der Schweiz: Feuchtezahl F = 4w (sehr feucht aber mäßig wechselnd), Lichtzahl L = 1 (sehr schattig), Reaktionszahl R = 1 (stark sauer), Temperaturzahl T = 2+ (unter-subalpin und ober-montan), Nährstoffzahl N = 1 (sehr nährstoffarm), Kontinentalitätszahl K = 2 (subozeanisch).

## Gefährdung
Das Kleine Zweiblatt gilt zentral-europaweit als ungefährdet. In Deutschland ist es nach der Bundesartenschutzverordnung besonders geschützt. In Deutschland steht es auf Platz 3+ der Roten Liste. In der Schweiz gilt es als „nicht gefährdet“.

## Taxonomie
Die Erstveröffentlichung erfolgte 1753 unter dem Namen (Basionym) Ophrys cordata durch Carl von Linné in Species Plantarum, S. 946. Die Neukombination zu Neottia cordata (L.) Rich. wurde 1817 durch Louis Claude Marie Richard in De Orchideis Europaeis Annotationes, S. 37 veröffentlicht. Es gibt zahlreiche Synonyme, darunter Epipactis cordata (L.) All. und Serapias cordata (L.) Steud.